# ピアノデュオ ドゥオール
ピアノデュオ ドゥオール（Pianoduo DUOR）は、藤井隆史と白水芳枝の2人の日本人ピアニストによるピアノデュオである。

## 概要
藤井と白水は、2004年にドイツにてデュオとしての演奏活動を開始した。結成直後よりイギリス、アメリカ、ドイツ、イタリア、チェコ、日本にて国際的な賞を受賞している。
「ドゥオール」は、ヘブライ語で「光」を意味する「オール」とフランス語で「2人」を意味する「ドゥ」、そして2本で対をなすヨットのオールとをかけた造語である。

## メンバー
- 藤井 隆史（ふじい たかし）
千葉県出身のピアニスト、音楽指導者。ミリオンコンサート協会所属[3]。
5歳よりピアノを始め、12歳で香港にてパン・アジアフィルハーモニーと共演しデビューする。東京芸術大学音楽学部附属音楽高等学校、東京芸術大学卒業。同大学院修了、修了時にベーゼンドルファー・リサイタル出演。
ピアノを名和田靖子、関谷由美、武田宏子、植田克己、クラウス・シルデ、ロベルト・ベンツに、ピアノ・デュオをR・ベンツ、パウル・ダンに師事する。
文化庁在外派遣研修員としてドイツ・マンハイム音楽大学大学院に学び、コンツェルトエグザーメン課程を最優秀の成績で修了、ドイツ国家演奏家資格取得。
ドイツ学術交流会奨学生として同大学院ピアノデュオ科に学び、最優秀の成績で修了。
フランス、イタリアでの、ヴァル・ティドーネ、アルカション、A.ナポリターノ、ロヴェレ・ドーロの国際コンクールにてそれぞれ第2位入賞[1]。
東京芸術大学音楽学部非常勤講師を経て、現在武蔵野音楽大学講師[4]。
- 白水 芳枝（しらみず よしえ）
兵庫県出身のピアニスト、音楽指導者。ミリオンコンサート協会所属[3]。
ピアノを志水英子、蔀幾世子、大冨栄里子、笠間春子、井内澄子、ロベルト・ベンツに、ピアノ・デュオをR・ベンツ、パウル・ダンに師事する。
東京芸術大学卒業。ドイツ・マンハイム音楽大学大学院に学び、ソロおよびピアノデュオ課程最優秀修了。野村国際文化財団、DAAD（ドイツ学術交流会）各奨学生。
2002年には全額奨学生として、P-L.エマールのルツェルン音楽祭でのマスタークラスに参加。
ヨーロッパにてリヒャルト・ラウグス・ベートーヴェン（ドイツ）、ラッコニージ、プレミオ・ショパン（イタリア）各国際コンクールにてそれぞれ最高位[1]。
現在国立音楽大学非常勤講師[5]。

## デュオ受賞歴
ロンドン国際コンクール（英）最高位、“競楽Ⅶ”（日本）第2位、シューベルト国際コンクール（チェコ）第3位、マレイ・ドラノフ国際コンクール（米）入賞。2006年度青山財団バロックザール賞受賞。

## デュオ演奏活動
デュオ結成後、国内外にて650を超えるステージを踏み、リサイタル、NHK-FM、BS、FM西東京パーソナリティなど放送出演、日本、チェコでのコンチェルト、文化庁芸術祭参加公演、日本演奏連盟クラシックフェスティバル、NECガラコンサート、現音創立80周年音楽展、トッパンホールシリーズ"Pianists"などにも出演。『音楽の友』誌「コンサート・ベストテン」「今最も旬な日本人演奏家」、また『週刊オン★ステージ新聞』「音楽ベスト5」に選ばれるなど、聴衆や音楽誌から常に高い評価を受けている。
その演奏は世界各地の新聞各紙や雑誌などで「このデュオが、四手のジャンルで世界で通用すると考えるのは、決して誇張ではない。聴衆はこの日、デュオ芸術の歴史的な一瞬をその耳に刻み込むこととなった。」、「彼らのハイボルテージな演奏は、ファンキーな魂とピアノの技が存分に織り込まれており、それはその曲の情熱にまさに匹敵するものである。」、「名ばかりの常設のデュオとは格が違う」と評されている。
2018年にはドイツでのリサイタル・ツアーを成功させる。
2016年以降、彩の国さいたま芸術劇場およびカワイ梅田でのデュオセミナー、洗足学園音楽大学、同志社女子大学、相愛大学での公開講座など、ピアノ・デュオでの後進への指導にも力を注いでいる。

## ディスコグラフィ
- Deu'or／ドゥオール（『レコード芸術』誌特選盤） - 2009年
『CD Journal』試聴記コメントでは「ダイナミックな表情と繊細な表情との対比や転換がうまい。十分なテクニックと音楽性を兼ね備えている。」と評されている。
- SYMPHONIE／シンフォニー（『レコード芸術』誌準特選盤） - 2010年
『CD Journal』試聴記コメントでは「4手ピアノによるブラームスの管弦楽。作曲者自身の編曲とはいえ、音の厚みや持続があってこその作品、どうかなと思ったが、これが別もの。交響曲など晩年の小品を思わせる抒情の佇まいに思わず聴き耳が立つ。オケの響きに依拠せず楽器の音に感性を働かせた逸品。」と評されている。
- JEWEL／ジュエル（『レコード芸術』誌準特選盤） - 2011年
『CD Journal』試聴記コメントでは「ソリストとしても活躍する二人による３枚目のアルバムは、がらりと趣を変えて、エンタテインメント性の高い、色彩感の豊かな作品をずらりと並べた。時に過剰だったりするピアニスティックな編曲を自らも楽しみながら、気品ある演奏を聴かせる。ますます注目のデュオだ。」と評されている。
- Carnaval!／カルナヴァル！（『レコード芸術』誌特選盤） - 2014年
『CD Journal』試聴記コメントでは「透明感と伸縮自在なルバートで聴かせる「マ・メール・ロワ」、量感のある「魔法使いの弟子」。リズムと強弱にデフォルメを利かせ、描写性を強調した「動物の謝肉祭」も楽しい」と評されている。
- BRAHMS IN F／ブラームス インF（『レコード芸術』誌特選盤） - 2015年
『CD Journal』試聴記コメントでは「ソナタが姉妹作のピアノ五重奏曲よりも一体感を増して聴こえるのはもちろんだが、意外に面白いのが交響曲。モティーフがオーケストラよりもつながって聴こえ、副次的な要素にも光が当たる。」と評されている。
- GOLDBERG-VARIATIONEN／2台のピアノのためのゴルトベルク変奏曲（『レコード芸術』誌特選盤） -2016年
『CD Journal』試聴記コメントでは「ラインベルガーによる、バッハの最重要鍵盤作品である「ゴルトベルク変奏曲」の編曲。原曲を尊重し綿密に練られた対旋律の付加など、2台ピアノで演奏する魅力が満載の内容を、国内外で幅広い演奏活動を行なうピアノ・デュオ、ドゥオールが緻密なアンサンブル、明瞭かつ柔らかな音色で紡ぎ出している。」と評されている[17][18]。また、2016年度レコードアカデミー賞器楽曲部門にノミネート[8]。